# Passione (Consiglia Licciardi)
Reginella è il primo album registrato in studio di canzoni classiche napoletane della cantante Consiglia Licciardi.
Il disco fa parte di una collana di brani classici iniziata proprio con questo album, collana che porta per titolo "Classica Napoletana". Gli arrangiamenti sono di Peppe Licciardi che per la prima volta sperimenta un tipo di arrangiamento minimale, realizzato con sole due chitarre classiche, un primo mandolino, un secondo mandolino e una mandola, come da antica musica da camera napoletana e questo mette in risalto tutte le qualità armoniche e il timbro particolarissimo della voce di Consiglia Licciardi.

## Tracce
1. Tiempe belle (A.Califano - V.Valente) -  3:25
2. Nun sia maie (Letico – E. De Curtis)  - 3:02
3. Balcone ‘e Napule (E. Murolo - E. De Curtis) - 2:23
4. ’Na sera ‘e maggio (G. Pisano - G. Cioffi) - 3:27
5. Suspire ‘e Capemonte (Federici - Lama) - 3:00
6. Tammurriata americana (L.Bovio - E. Tagliaferri) - 3:01
7. Passione (L.Bovio - E. Tagliaferri - N. Valente) - 3:00
8. Rosa ‘nmiez’ 'e rrose (G. Pisano - G.Cioffi) - 2:26
9. ’A giuventù va ‘e presso (Di Gianni - Lama) - 3:38
10. Maria ‘a riggina ‘e Napule (Emilio - Buongiovanni) - 3:16
11. L'addio (L. Bovio - N. Valente) - 3:18
12. Connole d'ammore (Fiore - Lama) - 3:33
13. Fantasia (Nicolò - Froncillo) - 3:34
14. ’A picciotta (G. De Curtis) - 3:30
15. Connole senza mamma (Esposito - Ciaravolo) - 3:00
16. ’O mare canta (L. Bovio - Lama) - 3:40
17. Napule (E. Murolo - E. Tagliaferri) - 4:05
18. Carmela (G.B.De Curtis) - 4:39
19. ’A canzone ‘e Napule (L. Bovio – E. De Curtis) - 4:10

## Musicisti
- Peppe Licciardi - Chitarra classica
- Salvatore Esposito - Mandolino e Mandola

## Crediti
- Arrangiamenti - Peppe Licciardi
- Tecnici Audio – Gianni Ruggiero, Max Carola
- Grafica – Maurizio Cercola
- Fotografia – Fabrizio Ferri